# Björsjögöl
Björsjögöl är en sjö i Askersunds kommun i Närke och ingår i Motala ströms huvudavrinningsområde. Sjöns area är 0,001 kvadratkilometer och den är belägen 128 meter över havet.